# NGC 5357
NGC 5357 (również PGC 49534) – galaktyka eliptyczna (E), znajdująca się w gwiazdozbiorze Centaura. Odkrył ją John Herschel 30 marca 1835 roku. Jest to galaktyka z aktywnym jądrem typu LINER.